# Ludwig Stutz

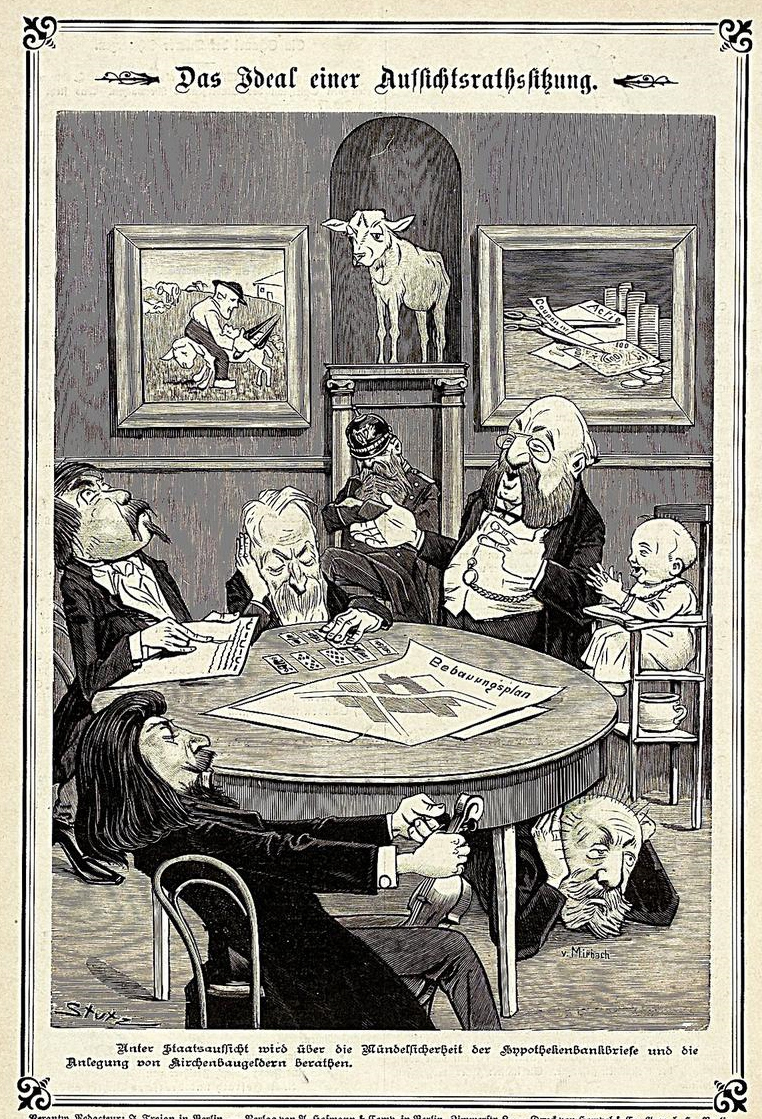
Das Ideal einer Aufsichtsratssitzung

Ludwig Stutz (* 8. November 1865 in Hoheneck; † 6. März 1917 in Illenau) war ein deutscher Genre- und Stilllebenmaler sowie Karikaturist.
Geboren als Sohn eines Fabrikdirektors, studierte Stutz ab dem 18. Oktober 1886 an der Königlichen Akademie der Künste in München.
Danach ließ er sich in Berlin in der Tauenzienstraße 8 nieder. Seitdem verlief seine berufliche Laufbahn zweigleisig: einerseits wurde er als Maler impressionistischer Stillleben und traditioneller Genrebilder bekannt, andererseits wurde er in den 1900er Jahren in der Redaktion vom Kladderadatsch tätig, wo er gemeinsam mit Gustav Brandt Vorlagen für satirische Karikaturen lieferte. Stutz nahm an den Ausstellungen der Berliner Secession teil.